# Pietro Amico Giacobetti
Pour les articles homonymes, voir Giacobetti.
Pietro Amico Giacobetti, né en 1558 à Ripatransone et mort en 1616, est un compositeur italien.

## Biographie
Pietro Amico Giacobetti est né en 1558 à Ripatransone.
Selon Gaspari, il était clerc à Ripatransone de 1579 jusqu'à sa mort. Deux de ses œuvres sont connues: Motectorum quatuor quinque et sex vocibus, liber primus (Venise, 1589), et Lamentationes cum omnibus responsoriis in triduo hebdomadae sanctae (Venise, 1601).
Pietro Amico Giacobetti est mort en 1616.